# Superball

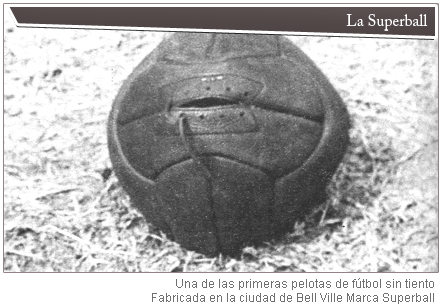

Superball foi a primeira bola de futebol fabricada no Brasil.
Até o início do ano 1931, o futebol se praticava com uma bola que, por suas características, se distanciava muito de ser a que atualmente se utiliza no mundo.
O principal defeito da bola ficava em uma deformação que modificava o equilíbrio e a esfericidade e no grosso cordão de couro que se utilizava para fechar o bico da bola e o convertia em uma dolorosa moléstia para os jogadores e inclusive poderia chegar a machucar-los.